# Marcus Cornelius Fronto
Marcus Cornelius Fronto (* um 100; † um 170) war ein römischer Grammatiker, Rhetoriker und Anwalt.

## Leben
Fronto wurde in Cirta in Numidien geboren als Angehöriger der gens Cornelia. Sein Bruder war Quintus Cornelius Quadratus. Fronto kam in der Regierungszeit Kaiser Hadrians nach Rom und gewann rasch solches Ansehen als Anwalt und Redner, dass man meinte, er stehe nur noch unterhalb von Marcus Tullius Cicero. Er sammelte ein großes Vermögen an, ließ großartige Gebäude errichten und kaufte die berühmten Gärten des Maecenas. Kaiser Antoninus Pius machte ihn zum Lehrer für seine adoptierten Söhne Mark Aurel und Lucius Verus, nachdem er von seinem Ruhm gehört hatte.
Durch zwei Militärdiplome, die auf den 1. August 142 datiert sind, ist belegt, dass Fronto 142 zusammen mit Gaius Laberius Priscus Suffektkonsul war; die beiden übten das Amt für zwei Monate (Juli und August) aus. Er lehnte aber das Amt des Prokonsuls von Asia aufgrund seines Gesundheitszustands ab. In den Attischen Nächten des Aulus Gellius spielt Frontos Fußleiden wiederholt eine Rolle. Seine späteren Jahre wurden überschattet durch den Verlust aller seiner Kinder bis auf eine Tochter. Sein Talent als Redner und Rhetoriker wurde von seinen Zeitgenossen sehr bewundert. Ein Teil von ihnen gründete sogar eine Schule, die sich nach ihm Frontoniani nannte, deren erklärtes Ziel es war, die alte Reinheit und Klarheit der lateinischen Sprache gegen die Übertreibungen der griechischen sophistischen Schule wiederherzustellen.

## Werk
Bis 1815 waren die einzigen übriggebliebenen Werke, die zudem fälschlich Fronto zugeschrieben wurden, zwei grammatische Abhandlungen: De nominum verborumque differentiis und Exempla elocutionum (das zweite stammt tatsächlich von Arusianus Messius). In diesem Jahr entdeckte Angelo Mai in der Biblioteca Ambrosiana in Mailand ein Palimpsest (und später einige ergänzende Blätter im Vatikan), auf dem ursprünglich einige von Frontos Briefen an seine kaiserlichen Schüler und deren Antworten geschrieben waren. Dieses Palimpsest gehörte ursprünglich zum berühmten Konvent des St. Columban von Luxeuil in Bobbio und war von den Mönchen überschrieben worden mit den Ergebnissen des ersten Konzils von Chalcedon.
Die Briefe wurden zusammen mit den anderen Fragmenten in dem Palimpsest 1823 in Rom veröffentlicht. Ihr Inhalt passt allerdings nicht zu dem Ruhm, den Fronto genoss. Die Briefe sind Korrespondenz mit Antoninus Pius, Mark Aurel und Lucius Verus, in denen der Charakter von Frontos Schülern in einem sehr günstigen Licht erscheint, besonders in der Zuneigung, die die beiden zu ihrem alten Lehrer hatten, sowie Briefe an Freunde, vor allem Empfehlungsschreiben. Die Sammlung enthält auch Abhandlungen über die Beredsamkeit, einige historische Fragmente und literarische Kleinigkeiten zu solchen Themen wie dem Lob von Rauch und Staub, Fahrlässigkeit, sowie eine Dissertation von Arion von Lesbos.
Erhalten ist ferner Frontos principia historiae, die auf besagtem Palimpsest bewahrte Einleitung zu einer Darstellung des Partherkrieges des Lucius Verus, die entweder spurlos verschwunden ist oder nie geschrieben wurde.
Sein Hauptverdienst besteht nach älteren Meinungen darin, Auszüge alter Schriftsteller erhalten zu haben, die ansonsten verloren gegangen wären. Die heutige Forschung sieht seinen Einfluss auf die Entwicklung der lateinischen Sprache oft positiver.

## Ausgabe
- Michael P. J. van den Hout (Hrsg.): M. Cornelii Frontonis Epistulae. Teubner, Leipzig 1988, ISBN 3-322-00448-1.
- Carla Castelli: Il greco di Frontone. Testo critico e traduzione. Studio linguistico, stilistico e retorico. Storia editoriale, Roma, Edizioni di Storia e letteratura, 2021, ISBN 978-88-935962-0-6.